# Vuolijoki
Vuolijoki is een voormalige gemeente in de Finse provincie Oulu en in de Finse regio Kainuu. De gemeente had een totale oppervlakte van 692 km² en telde 2.720 inwoners in 2003. In 2007 werd de gemeente een deel van Kajaani.

## Geboren
- Ari Heikkinen (1964), voetballer

Hyrynsalmi · Kuhmo · Puolanka · Suomussalmi · Kajaani · Paltamo · Ristijärvi · Sotkamo · Vaala
Voormalige gemeenten:
Kajaanin malaaiskunta · Vuolijoki